# Peter Christen Asbjørnsen
Pour les articles homonymes, voir Asbjørnsen.
Peter Christen Asbjørnsen (Christiania, auj. Oslo, 15 janvier 1812 - id., 6 janvier 1885) est un écrivain, un savant folkloriste et naturaliste norvégien. Il inaugure avec son ami de collège Jørgen Moe la vague des chercheurs et auteurs qui, en Norvège, ont puisé dans les contes et légendes des mondes paysans et marins une source d'inspiration authentique. Ces familiers de l'œuvre des frères Grimm ont ainsi contribué à transcrire la tradition orale et à démontrer l'incroyable richesse du folklore qui s'était perpétué dans les vallées norvégiennes, de l'ouest et des montagnes centrales. Ces produits de la collecte orale lors de rencontres avec les humbles conteurs des hameaux paysans, accueillis comme des bouffées salvatrices pendant l'euphorie du romantisme national, ont été une source vivifiante d'imprégnation ou d'inspiration recherchée par les écrivains scandinaves contemporains, Johan Sebastian Welhaven, Henrik Ibsen, ou même l'écrivain conteur danois Hans Christian Andersen en commençant par ceux qui avaient initialement le plus de réticence à l'avouer.
Les contes de la tradition orale qu'il a transcrits ou parfois réécrits avec quelques améliorations de forme et de structure et parfois des interprétations et adaptations, traductions ou récupérations linguistiques, seul ou avec Jørgen Moe dès 1837, ont connu un énorme succès en Scandinavie et dans le monde occidental, ils sont toujours lus par ou pour les enfants.

## Précurseur du romantisme national
Si les étudiants Jørgen Moe et Peter Asbjørnsen ont pris parti discrètement au début des années 1830 pour l'ardeur patriotique des défenseurs de Henrik Wergeland, ils ont aussi été les premiers à suivre l'appel vibrant du jeune écrivain, révéler les trésors cachés du monde paysan pour refonder la Norvège, sans nécessairement le connaître dans ses détails. Il est difficile d'affirmer qu'ils n'ont fait qu'appliquer ce programme par ailleurs suivi par nombre d'historiographes, de juristes et de philologues, car leurs sensibilités les conduisaient très tôt à cette mise en valeur, suivant d'autres modèles germaniques déjà connus.
Collecter des sources orales, les comprendre et les transcrire dans une langue, rédiger des textes abordables et acceptables pour le lectorat norvégien les ont fait pénétrer dans l'univers des traditions orales et du folklore. Il leur a fallu apprendre à penser un monde différent tout en le transposant vers la culture bourgeoise dano-norvégienne. Ils ont aussi été contraints d'innover sur le plan linguistique, gardant des éléments et expressions dialectaux. Le matériau était si riche que l'élagage nécessaire des subtilités, des nuances locales ne fournit que des textes dano-norvégien déjà neutralisés et moins savoureux, ainsi les Contes populaires norvégiens. Les fables et légendes norvégiennes sont parfaitement accommodées pour constituer un vaste opus littéraire. Ils rencontrent un succès public et un retentissement considérable dès les années 1850.
Au même titre que Wergeland, ces deux savants peuvent être assimilés à des précurseurs du romantisme national qui se déploie après 1848. Et ils se complètent admirablement : Peter est un homme grand, endurant et vigoureux, apte à gravir les chemins de montagne et à supporter les aléas de la vie champêtre ou dans une nature rude et sauvage. Jorgen est chétif, de santé fragile, mais il est un homme d'étude méticuleux et un érudit aux conseils précieux.

## Écrivain à part entière
L'œuvre de Peter Asbjørnsen est souvent réduite au binôme légendaire qu'il forme avec son ami Jørgen Moe et qui a commencé sa collecte commune dès 1835. Le premier volume paru en 1842 est sous leurs signatures. Pourtant, Peter a rédigé seul le second recueil prévu par le binôme qu'il a publié entre 1845 et 1848 les Contes norvégiens de la Huldre et légendes populaires, qui ont reçu de constantes louanges au cours des décennies suivantes. Cet infatigable marcheur a également rédigé un grand nombre de Contes et légendes de Norvège alors que Jørgen, enseignant puis pasteur pliant sous les responsabilités d'âmes traverse crises et replis mystiques avant de finir sa vie évêque de Kristiansand.
Bon vivant, doté d'une nature joviale et d'une simplicité aimable, Peter est un excellent conteur et lorsqu'il apprend à la veillée une histoire ou un conte ancien, il aime participer à son tour pour la joie des conteurs en joute et des gens du hameau présents. Les contes populaires, narrés, lus ou récités à des générations d'enfants, ont profondément influencé la culture norvégienne. Ainsi, pour ne prendre que deux exemples intraduisibles en d'autres langues :
- Soria Moria désigne un palais imaginaire, promu objet de quête par le conteur.
- Askeladden ou Espen Askeladd est le personnage naïf ou idiot qui finit invariablement par surmonter les épreuves où les vantards supposés beaux, intelligents, parfaits modèles de la bonne société, échouent lamentablement. Son surprenant triomphe et ses conquêtes lui valent d'être encombré à la clôture du conte, de la fille du roi et de la moitié du royaume.

## Notes et références

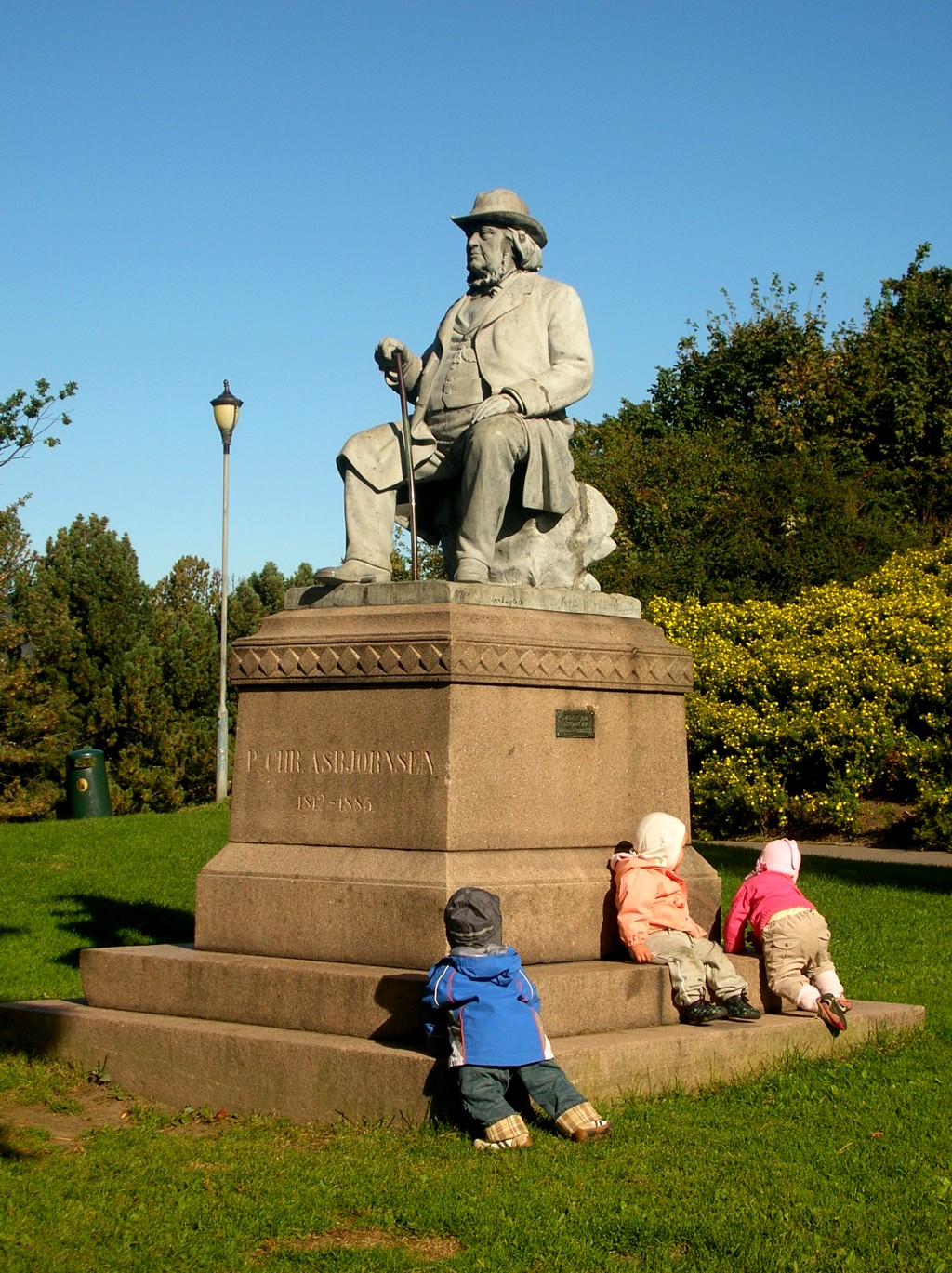
Sculpture à la mémoire de Peter Christen Asbjørnsen, dans le Parc St. Hanshaugen d'Oslo.

## Naturaliste et forestier
Peter a accompli des travaux d'inventaire et participé à des relevés en sciences naturelles qui ont aussi contribué à sa renommée scientifique. Il a ainsi contribué à une initiation à l'histoire naturelle à l'usage de la jeunesse, rédigée au moment des plus intenses collectes folkloriques entre 1839 et 1849.
Inspecteur des Forêts de la province de Trondhjem, il s'est intéressé à la mise en valeur des bois ainsi qu'à la valorisation des tourbières. Il a rédigé des ouvrages sur l'économie forestière et voyagé dans toute l'Europe pour comparer les foresteries en vigueur. Dès les années 1860, il a étudié les techniques d'extraction de la tourbe. Il a publié l'ouvrage Torv og torvdrift en 1868.
Les jeunes gens des écoles norvégiennes, émus à l'annonce de sa mort, ont décidé de lancer une souscription nationale pour ériger un monument en son honneur dans la capitale Christiana, qui fut aussi la ville chère à son enfance et à sa vieillesse. Car, et ce n'est pas à nos yeux le moindre des paradoxes, Peter, cet homme aimant la nature, était aussi un bourgeois fort respectable et appartenant à la civilisation urbanisée de son temps.

## Œuvre
Domaine scientifique :
- Histoire naturelle pour la jeunesse, 1839-1849.
- Traité d'économie forestière
- Tourbière et extraction de la tourbe, traduction de Torv og torvdrift, 1868

Folklore : 
- Contes populaires norvégiens, 1841-1844 avec Jørgen Moe, 1845, 1847, 1852, 1871.
- Fables et légendes norvégiennes, avec Jørgen Moe, ouvrages publiés avant 1850.
- Contes norvégiens de la Huldre, 1845-1848.
- Légendes des esprits de la montagne en Norvège, 1848.